# Sella Giudicarie
Sella Giudicarie est une commune italienne d'environ 3 000 habitants située dans le val Giudicarie (province autonome de Trente et région du Trentin-Haut-Adige) dans le nord-est de l'Italie. Créée le 1er janvier 2016, elle est formée de la fusion de Bondo, Breguzzo, Lardaro et Roncone. .
Les communes limitrophes sont  Borgo Lares, Pieve di Bono-Prezzo, Porte di Rendena, Tione di Trento et Valdaone.